# Rue de la gaîté (émission de télévision)
Pour les articles homonymes, voir Rue de la Gaîté.
Rue de la gaîté est une émission de télévision française de variétés, diffusée de 1960 à 1961 sur la RTF. Animée par Jean Nohain et diffusée le jeudi après-midi (alors le jour de congé des enfants), elle était constituée de sketchs, chansons et interviews des célébrités de l'époque sur le modèle de 36 chandelles (diffusée de 1952 à 1958).

## Fiche technique
- Titre : Rue de la gaîté
- Réalisation : André Hugues, Georges Folgoas
- Production : Odette Joyeux, André Leclerc et Jean Nohain
- Format : Noir et blanc - 4/3 - son mono
- Durée : 67 minutes
- Date de première diffusion : 1960
- Date de dernière diffusion : 1961[1]

## Distribution

### Présentation
- Jean Nohain
- Odette Joyeux

### Invités
(par ordre alphabétique)
- Jean Bellus
- Henri Betti
- Christian Borel
- Lucienne Boyer
- Reda Caire
- Élyane Célis
- Charpini et Brancato
- Jean Constantin
- Annie Cordy
- Claude Dauphin
- Xavier Desprat
- Lucie Dolène
- Claude François
- Johnny Hallyday
- Jacques Irsa
- Boby Lapointe
- Fud Leclerc
- Jean Lefebvre
- Jean Lumière
- Gaston Ouvrard
- Renée Passeur
- Patachou
- Pipolo
- Saint-Granier
- Les Sœurs Étienne
- Jean Raymond

etc.